# Csegez
Csegez (románul Pietroasa, korábban Ceagz, németül Reichenstein) falu Romániában Kolozs megyében.

## Fekvése
A falu Tordától 20 km-re délnyugatra a Csegezi- (Rákosi) patak partján a Székelykő alatt fekszik. Várfalvához tartozik, melytől 5 km-re délre van.

## Története
1291-ben Chegez alakban említik először. A határában emelkedő Székelykő Csegezi-vár nevű középső csúcsáról lerontva verték meg az aranyosszéki székelyek 1285-ben a tatárokat. 1910-ben 585 lakosából 291 román és 287 magyar volt. A trianoni békeszerződésig Torda-Aranyos vármegye Torockói járásához tartozott. 2002-ben 172 lakosából 120 román, 50 magyar, 2 roma nemzetiségű.

## Látnivalók
- Határában emelkedik a Székelykő hármas csúcsa, melynek 1130 m magas Csegezi-vár. Az egykori vár romjai ma is láthatók.
- Unitárius temploma középkori eredetű, freskói az 1673-as felújításkor eltűntek. Kerítése 1649-ben épült.
- Jellegzetes a kőépítkezése, legtöbb portán a lakóház és az utca felőli kerítés is kőből készült